# Berthe d'Aragon
Pour les articles homonymes, voir Berthe.
Berthe (vers 1075 — avant 1111) est une reine d'Aragon et de Navarre par son mariage avec le roi Pierre Ier d'Aragon.

## Origine familiale
Aucun document contemporain ne mentionne l'origine de la reine Berthe. 
Szabolcs de Vajay a émis l'hypothèse qu'elle soit fille de Pierre Ier, comte de Savoie et d'Agnès d'Aquitaine. Selon lui, lorsque l'empereur Henri IV occupe la Toscane en 1092, Berthe, alors orpheline de père et de mère, se serait réfugié auprès de sa famille maternelle, à la cour de Poitiers, où aurait été négocié son mariage avec Pierre Ier d'Aragon, dont la première épouse était cousine germaine de sa mère.

## Reine d'Aragon
Elle épouse à Huesca le 16 août 1097 Pierre Ier, peu après la mort de la première épouse du roi, Agnès d'Aquitaine. Deux enfants étaient nés de ce premier mariage, Pierre et Isabelle. Pierre et Berthe n'ont pas eu d'enfants.
Les deux enfants du roi sont morts en 1104, et Pierre le 27 septembre 1104. Les couronnes d'Aragon et de Navarre passent alors au demi-frère de Pierre, Alphonse Ier.
Berthe obtient un territoire en douaire, qui revient ensuite à Alphonse. On ne sait pas quand elle est morte, ni où.